# Pero (sura)
Pero (arabsko Al-Qalam) je 68. sura (poglavje) v Koranu, ki jo sestavlja 52 ajatov (verzov). Je meška sura.
Med opravljanjem molitve (salata oz. namaza) pri tej suri verniki opravijo 2 ruku'ja (priklona).